# ローブ

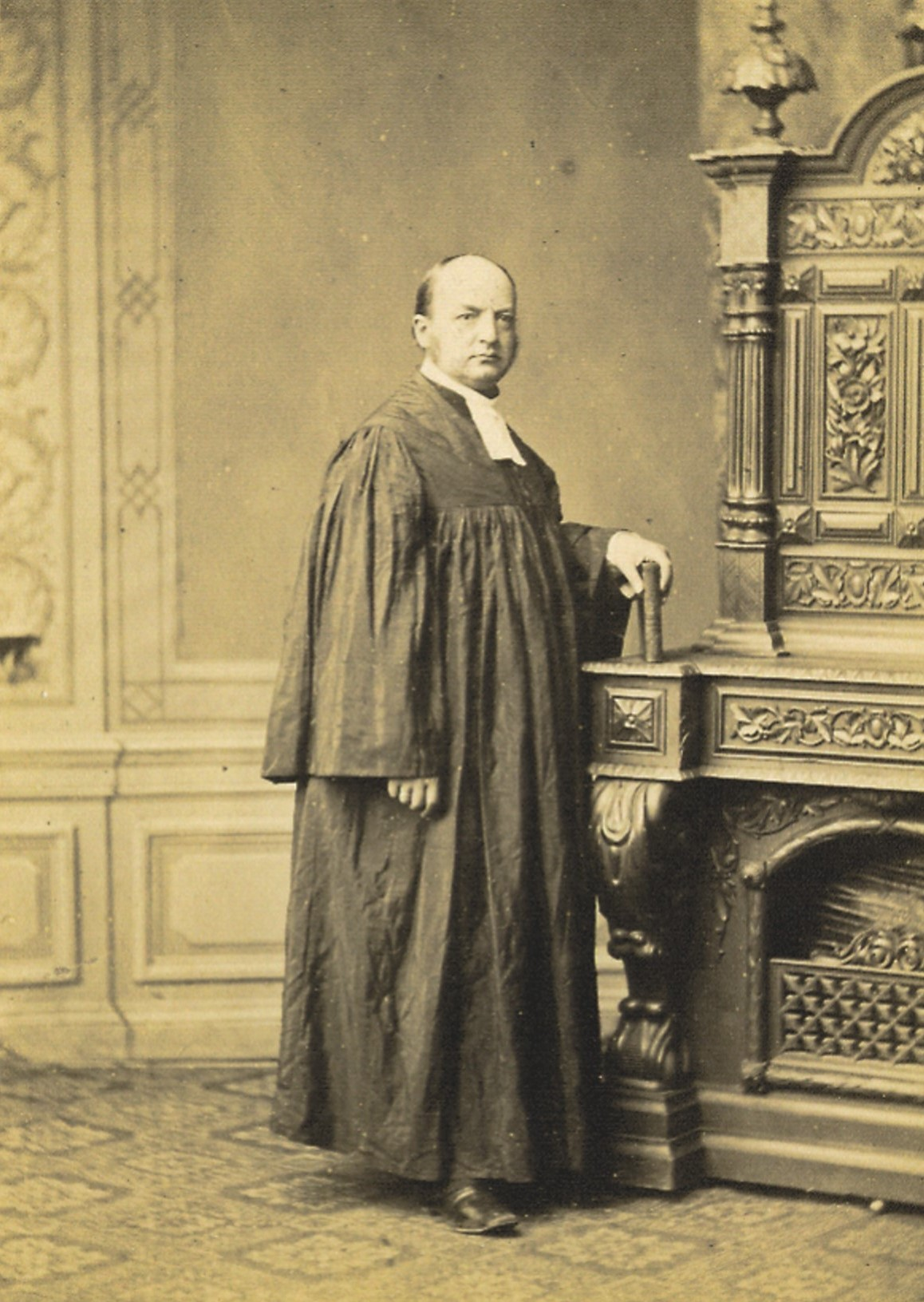

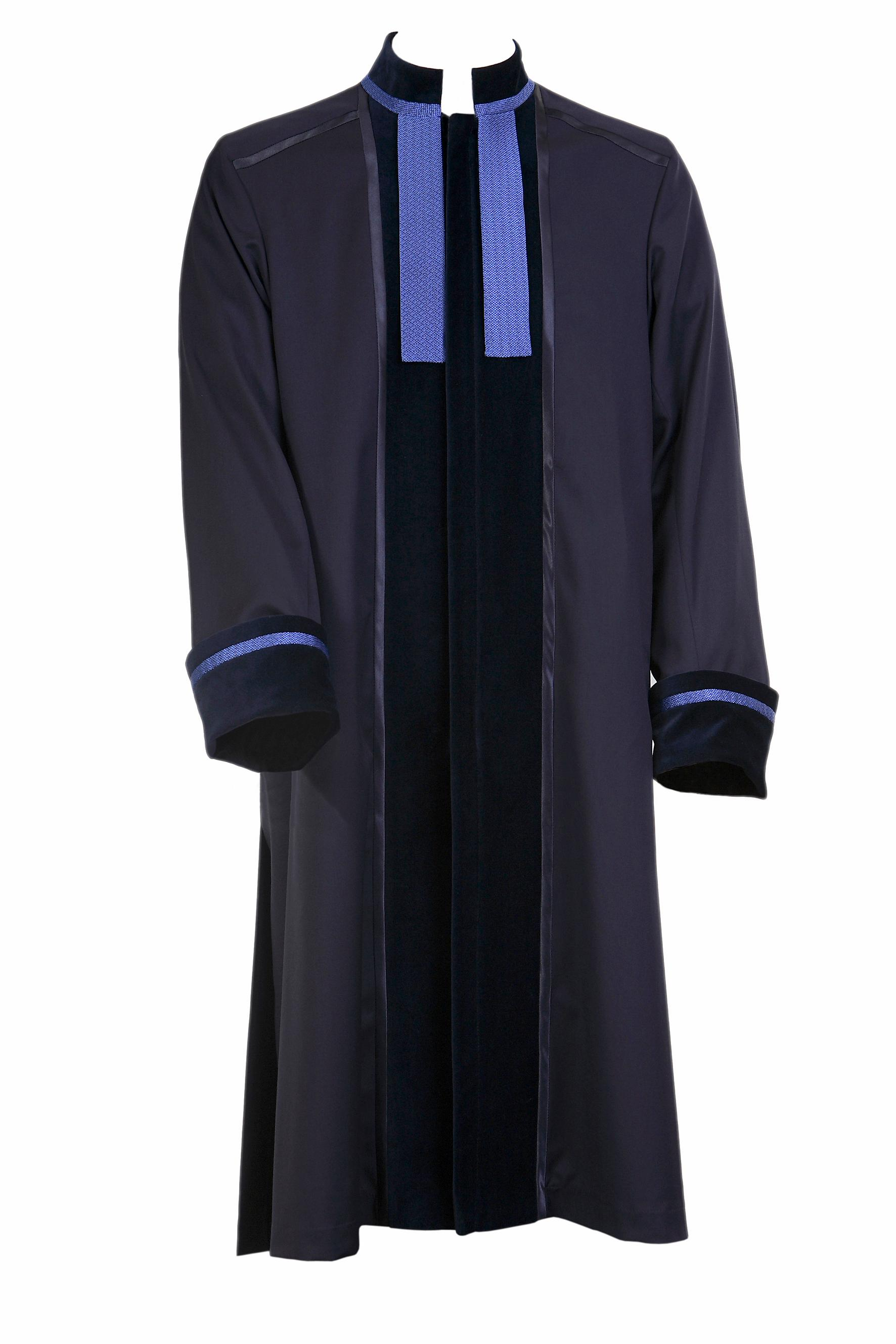

ローブ（robe）とは、衣類のひとつである。主に上下が一続きになっており、袖のついているワンピース形式のゆったりとした衣服を指す。

## 語源
ゲルマン語でroubとは「戦利品、略奪品」の意味であった。それがフランク王国時代にラテン語に取り入れられ、衣服の意味へと変化を遂げた。フランス語ではrobeとはドレスやガウンを指す。 

## 英語におけるローブ
キリスト教の聖職者が羽織るガウンをローブとも呼ぶ。また、裁判官の法服や、主に日本のキリスト教系の学校の卒業式などで生徒が羽織るガウン（アカデミックドレス）など、神聖な儀式などで使われるガウンもローブとも呼ばれている。また、中世ヨーロッパを舞台としたファンタジー作品において魔法使いなど神聖なキャラクターが羽織るものもローブとも呼ばれている。

## 女性におけるローブ
ローブは本来、男女ともに着用されていたが、近世ヨーロッパでズボンが独立して聖職者などの例外を除いてはツーピースの男性衣服が一般的になると、女性が着用する細胴とそれを強調する緩やかなスカートで構成されたワンピース形式の衣装のことを指すようになる（フランス語の「ローブ」はこの意味で用いられることが多い）。18世紀にはフランス宮廷を中心にローブ・ア・ラ・フランセーズ、ローブ・ア・ラ・ポロネーズ、ローブ・ア・ラングセーズ、ローブ・ヴォラントなどの様々な形式のローブが流行して、ヨーロッパの社交界で愛用された。今日でも礼服として用いられることが多く、肩および背中と胸の上部を露出したローブ・デコルテは女性の最も正式な礼装(夜会服)とされている。